# Ритм-секція (фільм)
«Ритм-секція» (The Rhytm section) — бойовик-трилер 2020 року режисера Ріда Морано за сценарієм Марка Бернелла за однойменним романом.  У фільмі «Ритм-секція » зіграли Блейк Лайвлі, Джуд Лоу та Стерлінг К. Браун. У фільмі розповідається про жінку у скорботі, яка збирається помститися після того, як дізнається, що авіакатастрофа, у якій загинула її родина, була терактом.
«Ритм-секція»  вийшов у США 31 січня 2020 року, створений компанією Paramount Pictures та отримав різні відгуки критики. Загалом критика високо оцінила гру Лайвлі, але критично поставилася до сюжету. Фільм був касовою бомбою, отримавши найгірший вихідний показ за всю кіноісторію,  демонструвався на понад 3000 екранах, а через два тижні – найбільше відбулося падіння рейтингів, тому фільм було вилучено з 2955 екранів. Прогнозують втрату 30-40 мільйонів доларів для Paramount. 

## Сюжет
Через три роки після загибелі родини в авіакатастрофі Стефані Патрік стала наркозалежною повією в борделі Лондона. До неї звертається журналіст Кейт Проктор, який вважає, що авіакатастрофа була терактом, який уряд приховував. Стефані залишає бордель, щоб жити з Проктором і вивчати його дослідження про аварію, де він припускає, що її спричинила бомба, зроблена аспірантом інженерного факультету на ім'я Реза, який навчається в університеті, в Лондоні. Стефані купує зброю на чорному ринку та знаходить Резу в університетській їдальні, але не може змусити себе застрелити його. Він знущається над нею та йде, а також краде її сумку, в якій містяться документи, пов’язані з Проктором. Через кілька годин вона знаходить Проктора вбитим у його квартирі.
Через нотатки Проктора вона дізнається, що його джерелом є агент МІ-6 Ієн Бойд, який, як вона знаходить, живе на самоті в Шотландії. Бойд каже Резі зникнути після її протистояння з підозрюваним, і він неохоче погоджується навчити її полювати. Бойд каже, що Реза — бомбардувальник, найнятий терористом, відомим як U-17, який здійснив вибух за наказом ісламістського священнослужителя, якого пізніше вбили під час удару безпілотника. Літак було збито, щоб убити ліберального мусульманського реформатора Абдула Каїфа. Батько Кайфи Сулемана фінансував Проктору розслідування катастрофи. Стефані приймає особу Петри Ройтер, вбивці, убитої Бойдом, тіло якої так і не було знайдено.
Бойд відправляє її до Мадрида, щоб зустрітися з колишнім агентом ЦРУ Марком Серрою, який, здається, погоджується допомогти. Стефані просить Сулемана фінансувати її місію, обіцяючи помститися за їхнього сина; він відмовляється, не знаючи про смерть Проктора і вважаючи, що Проктор вимагав їх. Мати Кайфа Алія пропонує їй гроші. Стефані вбиває кількох змовників вибуху. Серра каже їй, що U-17 — це сама Реза. Вона вистежує Резу на півдні Франції, де він готує вибух в автобусі, і після боротьби в автобусі вона залишає його помирати, коли його власна бомба вибухає. Вона розуміє, що Серра весь час був U-17 і використовував її, щоб знищити всі зв’язки з ним. Вона вбиває Серру за допомогою шприца в його будинку, перш ніж відвідати Алію, щоб повідомити про успіх її місії.
Бойд зустрічає Стефані в Лондоні та попереджає її, щоб вона зникла, оскільки МІ-6 запропонувала прийняти його назад, якщо він зможе ліквідувати нещодавно відроджену «Петру». Стефані, знайшовши спокій, йде геть.

## Акторський склад
- Блейк Лайвлі в ролі Стефані Патрік, жінки, яка втратила всю свою сім'ю в авіакатастрофі, через що розвинула наркозалежність і потрапила в проституцію. Дізнавшись, що аварію влаштували терористи, вона місяцями тренується під керівництвом колишнього шпигуна, навчаючись бою, збору розвідувальних даних і навичок маскування, і приймає особистість позаштатної вбивці Петри Ройтер.
- Джуд Лоу в ролі Ієна Бойда, колишнього співробітника МІ-6, який зараз живе в хатині в сільській місцевості Шотландії. Він стає наставником і керівником Стефані, коли вона розслідує смерть членів своєї родини.
- Стерлінг К. Браун у ролі Марка Серра, колишнього офіцера ЦРУ, який зараз заробляє на життя приватним агентом розвідки
- Макс Казелла у ролі Гілер
- Джефф Белл у ролі Гріна
- Річард Брейк у ролі Лемана
- Раза Джаффрі у ролі Кейт Проктор, незалежний журналіст-розслідувач, який розслідує авіакатастрофу
- Тауфік Бархом у ролі Рези Мохаммад, терорист, відповідальний за створення та закладення бомби, яка вбила родину Стефані
- Насер Мемарзія у ролі Сулемана Кайфи, батько однієї з жертв теракту
- Аміра Газаллау у ролі Алії Кайфи, мати однієї з жертв теракту. Вона фінансує спроби Стефані вбити терориста.

Спочатку фільм мав бути знятий Стюартом Фордом, а згодом Барбарою Брокколі з EON Productions і Майклом Г. Вілсоном, давніми співробітниками Форда та продюсерами фільмів про Джеймса Бонда. У середині 2016 року Стюарт Форд раптово продав свою продюсерську компанію IM Global Дональду Тангу. Стало важче отримати фінансування через складні китайські правила, яких мала дотримуватися компанія Танга, особливо після того, як через рік пішов Форд.  Приблизно в той час повідомлялося, що Paramount Pictures придбала права на проект.  Бюджет виробництва склав близько 50 мільйонів доларів. Зміна студії та фінансові затримки означали, що проблеми з адаптацією Бернеллом його роману так і не були повністю вирішені. 
Основні зйомки фільму почалися в грудні 2017 року в Дубліні, Ірландія.  Виробництво було зупинено на шість місяців після того, як Лайвлі зламала кістку пальця на знімальному майданчику; страхування покривало додаткові витрати, спричинені цією затримкою.   Стерлінг К. Браун приєднався до акторського складу, оскільки виробництво відновилося в Іспанії в середині 2018 року.  У липні 2018 року зйомки проходили в Альмерії з Ло та Лайвлі.  
Музику до фільму склав Стів Маццаро, додаткову музику надала Ліза Джеррард, а Ганс Ціммер виступає продюсером музики до фільму. Remote Control Publishing випустила саундтрек.
Під час постпродакшну Брокколі та Вілсон сперечалися з Морано та Лайвлі щодо того, яким фільмом вони хочуть, щоб була «Ритм-секція ». Через участь EON Paramount очікував фільм типу Бонда з головною жінкою, чого хотіли режисер і зірка, тоді як EON прагнув зробити більш зосереджений на персонажах, повільніший фільм євро-нуар, як La Femme Nikita . Зрештою останній переміг. 

## Реліз
Фільм залишився на полиці. Наприкінці 2018 року Paramount провела тестовий показ у Sherman Oaks, який, як повідомляється, дав одні з найгірших результатів в історії студії. Студія відповідно скоротила рекламний бюджет фільму та запланувала його вихід на кінець лютого 2019 року. Цю дату знову перенесли, оскільки студія виключила будь-які матеріали з фільму з попереднього перегляду майбутніх випусків на CinemaCon, що спостерігачі сприйняли як ознаку того, що Paramount різко зменшила свої очікування щодо фільму "Ритм-секція". Нову дату випуску в листопаді знову перенесли на останню дату січня 2020 року, щоб Лайвлі була доступна для просування фільму після народження її третьої дитини.   

## Сприйняття

### Каса
У Сполучених Штатах і Канаді фільм вийшов разом із « Гретель і Гензель », і спочатку передбачалося, що він збере 9–12 мільйонів доларів у 3049 кінотеатрах у перші вихідні.  Однак, заробивши лише 1,2 мільйона доларів у перший день (включно з 235 000 доларів з попередніх переглядів у четвер увечері), прогнози були знижені до 3 мільйонів доларів.  Він дебютував у 2,8 мільйона доларів, ставши найгіршим прем’єрним вікендом для фільму, який показують у понад 3000 кінотеатрах.  За оцінками, фільм втратить студії 30–40 мільйонів доларів.  Фільм заробив 1 мільйон доларів за другий вікенд, а потім за третій вікенд заробив 25 602 долари. Його було вилучено з 2955 кінотеатрів (97,5%, 3049 до 94), що стало найбільшим падінням кінотеатрів за третій вікенд в історії, побивши рекорд The Darkest Minds ' 2679. 
На агрегаторі рецензій Rotten Tomatoes рейтинг схвалення фільму становить 29% на основі 180 рецензій із середньою оцінкою 4.8/10. Критичний консенсус веб-сайту говорить: «Блейк Лайвлі забезпечує неймовірну акторську гру, але фільм  передбачувано протягує історію, яка могла б використати кілька яскравіших рифів».  На Metacritic фільм отримав середньозважену оцінку 45 зі 100 на основі 36 критиків, що означає «змішані або середні відгуки».  Аудиторія, опитана CinemaScore, поставила фільму середню оцінку «C+» за шкалою від A+ до F, тоді як PostTrak повідомила, що він отримав 2,5 із 5 зірок у своєму опитуванні, причому 35% людей сказали, що однозначно рекомендують його. 
Пітер Дебрюдж, пишучи про фільм у Variety, зазначив, що Стефані — на відміну від героїнь-вбивць у фільмах « Атомна блондинка », « Червоний горобець » і «Жінка Нікіта » — показала реалістичну «майже некомпетентність перед лицем небезпеки, що робить її легкою в ній. Такими, якими коли-небудь були дуже небагато кінематографічних вбивць».  Річард Ньюбі з The Hollywood Reporter погодився: «Тренування Стефані дають їй достатньо, щоб обійтися, а її бойові навички невитончені й потворні... автомобільна погоня у фільмі — це супутні збитки, близькі виклики та жодного плавного повороту зір. Навіть місії Стефані – це здебільшого невдалі інциденти, з яких вона ледве вдається вижити». Він оплакував той факт, що фільм, який, незважаючи на свої недоліки, пропонував свіжіший, реалістичніший погляд на жанр — « Блакитна руїна шпигунських фільмів» — разом із героїнею не з франшизи коміксів, був так рішуче відхилений. глядачами та критиками, які регулярно вимагали чогось, що суперечило умовностям. 

## Зовнішні посилання
- Ритм-секція на сайті IMDb (англ.)